# Pavillon grinçant
Le Pavillon grinçant, ou Pavillon chinois (en russe : Скрипучая беседка ; Skripoutchaïa bessedka), est un pavillon de style « chinoiserie » situé à Tsarskoïe Selo, à la limite entre la zone paysagère du parc du Palais Catherine et la route Podkaprizovoï, juste derrière le village chinois. Il est sis dans les limites de la ville de Pouchkine à Saint-Pétersbourg.

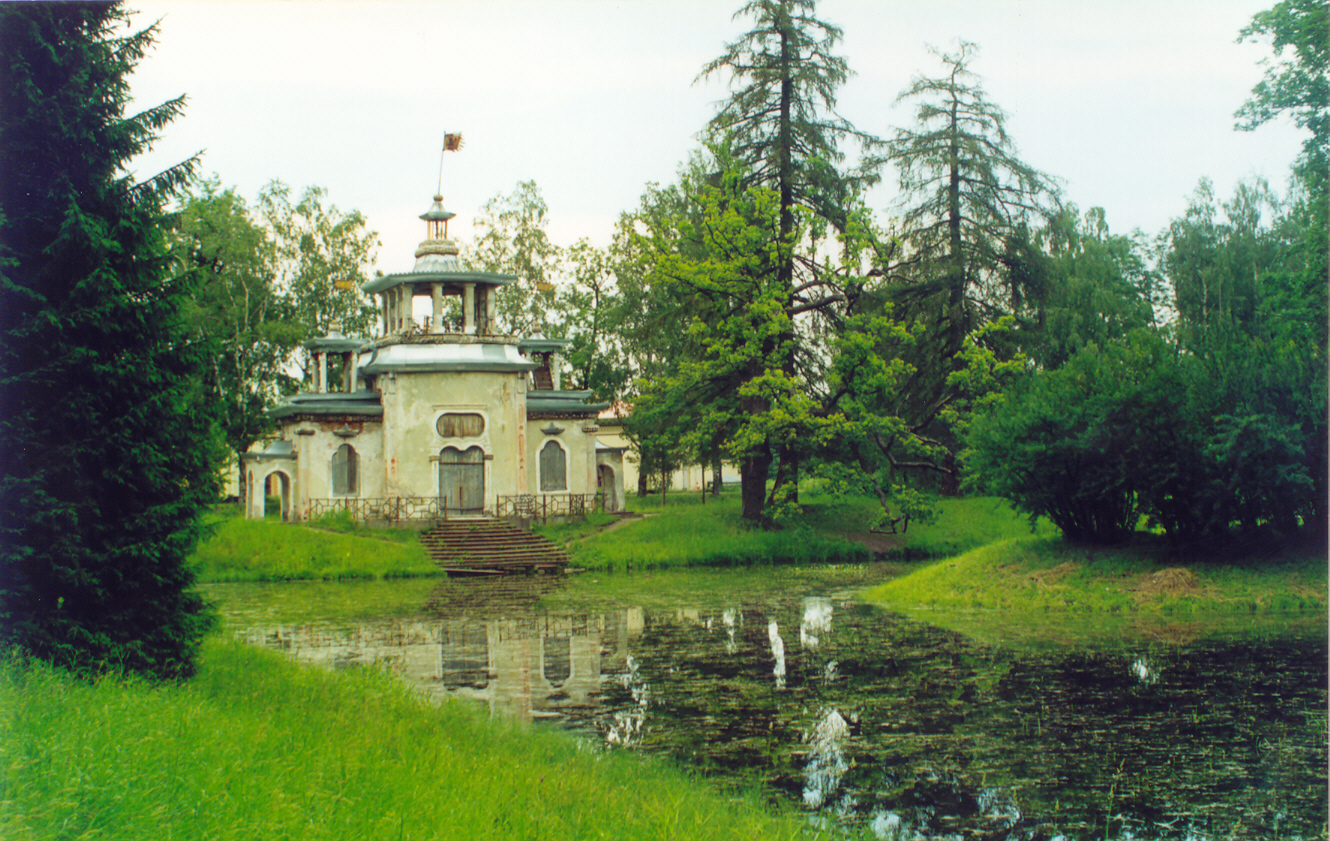
Le Pavillon Grinçant en 2004 avant la fin de sa restauration.

## Dénomination
Une girouette de forme chinoise est placée sur le toit du pavillon ; lorsqu'elle est entraînée par le vent, elle tourne sur son axe et émet une grincement strident : c'est de là que provient le nom du pavillon.

## Histoire

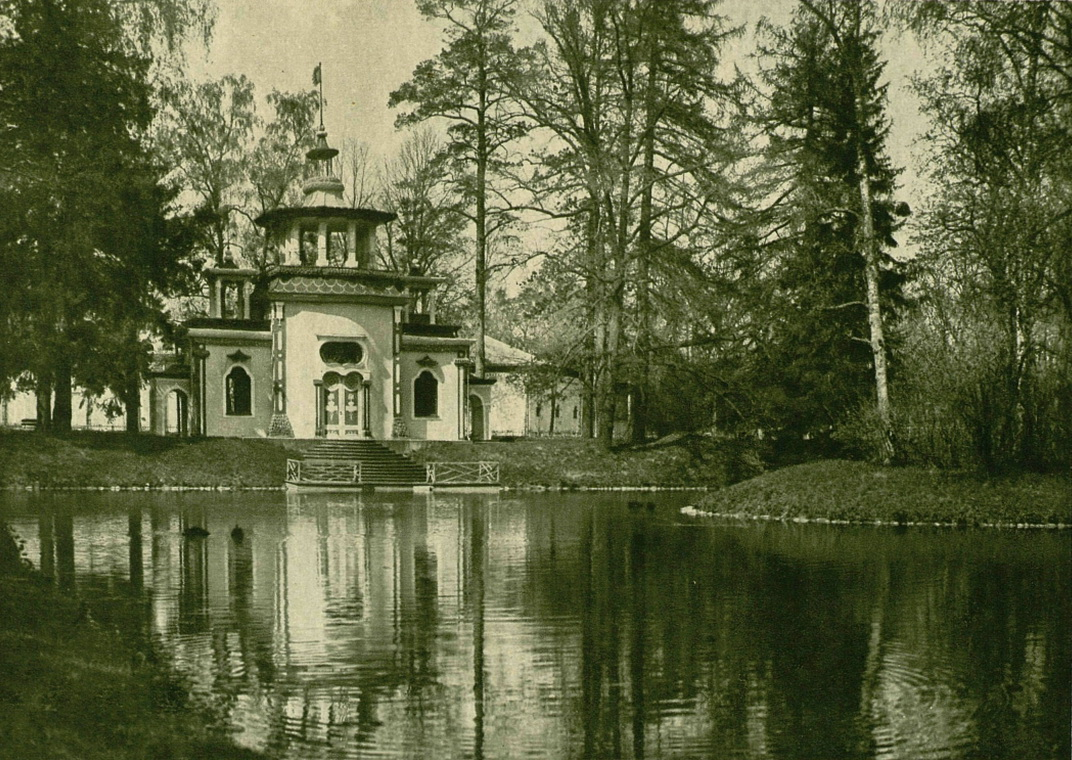
Le pavillon en 1912

La passion de Catherine II pour la culture chinoise se reflète dans tout un ensemble de bâtiments du parc dont le pavillon grinçant. Les différentes maisons chinoises du parc Catherine ont été utilisées comme maisons de thé, ou comme observatoire lors des levers du soleil, ou encore comme pavillon de pêche.
L'édification du pavillon a commencé en même temps que celle du village chinois du parc Alexandre de 1778 à 1786. C'est sur base des projets de l'architecte Georg Friedrich Veldten ou Antonio Rinaldi que les travaux ses sont déroulés, ; Ilia Neïelov (ru) y a également participé.
À la fin du XIXe siècle, début du XXe siècle, le pavillon a perdu de sa beauté du fait de la détérioration de la peinture des murs et de la décoration.
Le pavillon a beaucoup souffert durant la Seconde Guerre mondiale, mais a été restauré en 1956. Les restaurateurs ont beaucoup travaillé sur les sculptures en bois, le granit et le marbre (Anatoly Treskin (en)) et ont recréé une grande partie de ce qui avait été perdu sur base de nouvelles esquisses. Ainsi les plafonds de la salle centrale et ceux de l'étage ont été rénovés, de même les figures de dragons des coins de la toiture et les têtes de dragons cracheurs d'eau qui avaient été réalisés à l'origine par le sculpteur Pavel Brioullo. Un ensemble de hiéroglyphes réalisés sur les porte d'entrée ont été remplacés par un texte en caractère chinois disant Bienvenue,. Peu à peu, le pavillon s'est à nouveau détérioré sous l'influence de facteurs naturels.
Les travaux sur le nouveau projet de restauration devaient débuter en 1992, mais ont dû être retardés jusqu'à 1997 du fait des difficultés financières de l'époque dans le budget de l'État et dans celui du musée. La toiture a été remplacée par une nouvelle en fer galvanisé, et il a fallu revoir les projets établis en 1992 sur plusieurs points. Pour le 300e anniversaire de Tsarkoïe Selo, le pavillon était entièrement rénové.

## Architecture

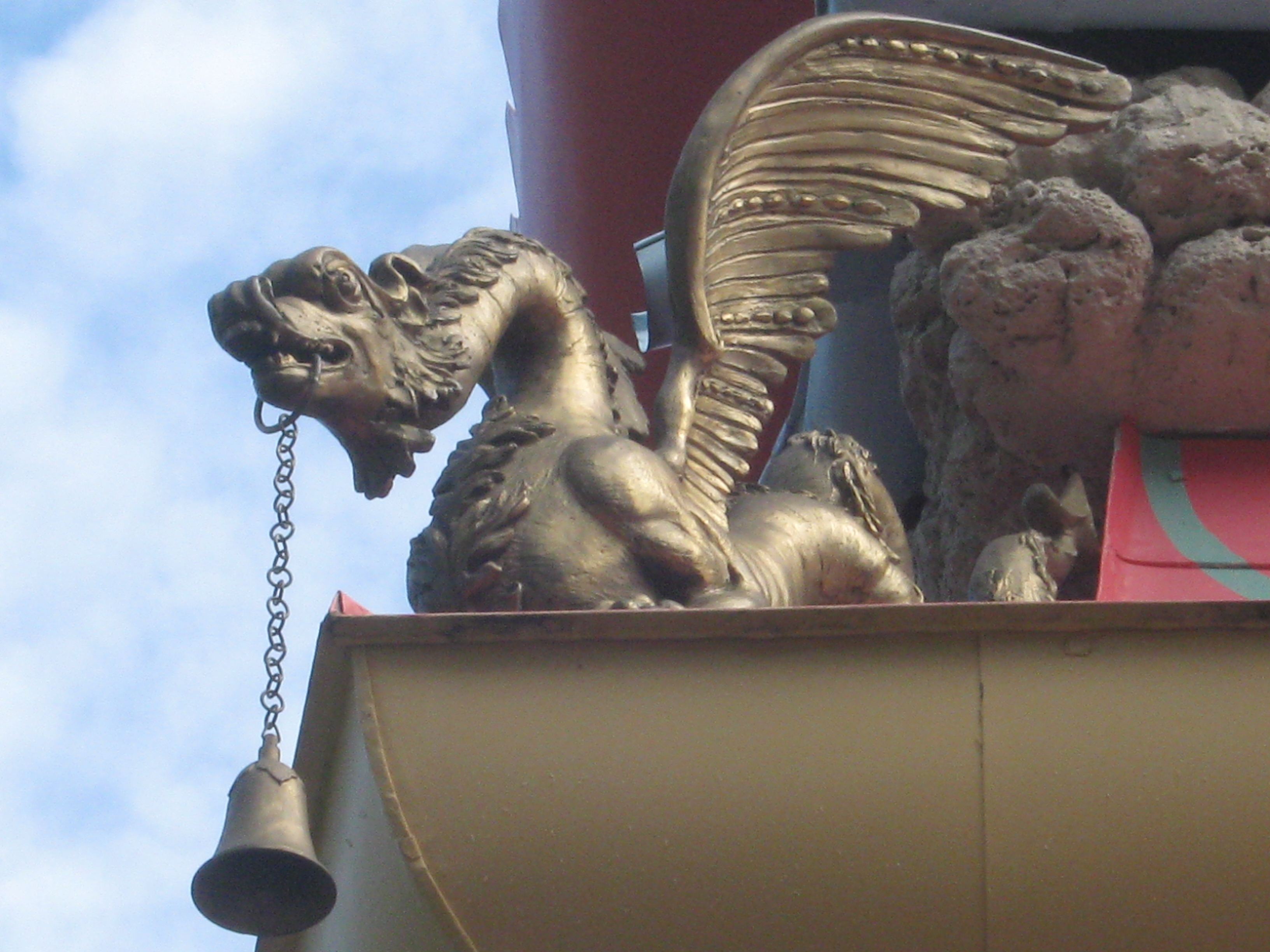
Les dragons actuels réalisés à l'origine par Pavel Brioullov sont recouverts de bronze.

Situé sur un isthme étroit entre deux étangs pittoresques, le pavillon est allongé dans un sens longitudinal. Le style se distinguait par sa diversité et la complexité des techniques utilisées : socles en tuf, fenêtres et baies sculptées, chapiteaux pittoresques. La toiture de style chinois est décorée de dragons dorés en bois dus aux ciseaux de Pavel Brioullo,.
En 1782, c'est le maître Bernaskoni, aidé de S Richter et I. Kezberkh, qui dirigea les travaux de couverture de plâtre en imitation du marbre. La décoration intérieure et extérieure a été achevée en 1788.
Au-dessus des espaces latéraux du pavillon s'élèvent des terrasses ouvertes dont la toiture est appuyée sur des colonnes quadrangulaires et surmontée d'une girouette. À l'extérieur, les murs du pavillon sont recouverts de peinture imitant les dessins et les couleurs du marbre. De la grande terrasse de l'entrée principale, un escalier de douze marches en pierre mène vers l'eau des étangs,.